# Clasificación de CAF para la Copa Mundial de Fútbol
La Clasificación de África para la Copa Mundial de Fútbol es un torneo internacional de selecciones masculinas nacionales de fútbol, organizado por la CAF. Es la fase clasificatoria de la Copa Mundial de Fútbol celebrada en África, por lo que también se considera como parte de la Copa Mundial.

## Historial
Esta tabla muestra los principales resultados de todas las ediciones de la Clasificación de CAF para la Copa Mundial.
| Proceso                                                            | Equipo (s) | Vía de clasificación |
| ------------------------------------------------------------------ | --- | --- |
| Uruguay 1930 No hubo clasificados                                  | Egipto fue invitado pero no pudo llegar                                                                                              | Egipto fue invitado pero no pudo llegar |
| Italia 1934 1 Clasificado Detalles                                 | Egipto | Ganador de eliminatoria Asia/África |
| Francia 1938 No hubo clasificados                                  | No hubo clasificatoria africana | No hubo clasificatoria africana |
| Brasil 1950 No hubo clasificados                                   | No hubo clasificatoria africana | No hubo clasificatoria africana |
| Suiza 1954 No hubo clasificados                                    | No hubo clasificatoria africana | No hubo clasificatoria africana |
| Suecia 1958 No hubo clasificados Detalles                          | - | - |
| Chile 1962 No hubo clasificados Detalles                           | - | - |
| Inglaterra 1966 No hubo clasificados Detalles                      | Todas las selecciones africanas se retiraron                                                                                         | Todas las selecciones africanas se retiraron |
| México 1970 1 Clasificado Detalles                                 | Marruecos | Ganador de tercera ronda |
| Alemania Federal 1974 1 Clasificado Detalles                       | Zaire | Ganador de cuarta ronda |
| Argentina 1978 1 Clasificado Detalles                              | Túnez | Ganador de cuarta ronda |
| España 1982 2 Clasificados Detalles                                | Camerún Argelia | Ganador de cuarta ronda |
| México 1986 2 Clasificados Detalles                                | Argelia Marruecos | Ganador de cuarta ronda |
| Italia 1990 2 Clasificados Detalles                                | Egipto Camerún | Ganador de tercera ronda |
| Estados Unidos 1994 3 Clasificados Detalles                        | Nigeria Marruecos Camerún | Ganador grupo A Ganador grupo B Ganador grupo C                                                                                                 |
| Francia 1998 5 Clasificados Detalles                               | Nigeria Túnez Sudáfrica Camerún Marruecos                                                                                            | Ganador grupo 1 Ganador grupo 2 Ganador grupo 3 Ganador grupo 4 Ganador grupo 5                                                                 |
| Corea del Sur y Japón 2002 5 Clasificados Detalles                 | Camerún Nigeria Senegal Túnez Sudáfrica                                                                                              | Ganador grupo A Ganador grupo B Ganador grupo C Ganador grupo D Ganador grupo E                                                                 |
| Alemania 2006 5 Clasificados Detalles                              | Togo Ghana Costa de Marfil Angola Túnez                                                                                              | Ganador grupo 1 Ganador grupo 2 Ganador grupo 3 Ganador grupo 4 Ganador grupo 5                                                                 |
| Sudáfrica 2010 6 Clasificados Detalles                             | Sudáfrica Camerún Nigeria Argelia Ghana Costa de Marfil                                                                              | Anfitrión Ganador grupo A Ganador grupo B Ganador grupo C Ganador grupo D Ganador grupo E                                                       |
| Brasil 2014 5 Clasificados Detalles                                | Argelia Camerún Costa de Marfil Ghana Nigeria                                                                                        | Ganador de tercera ronda |
| Rusia 2018 5 Clasificados Detalles                                 | Túnez Nigeria Marruecos Senegal Egipto                                                                                               | Ganador grupo A Ganador grupo B Ganador grupo C Ganador grupo D Ganador grupo E                                                                 |
| Catar 2022 5 Clasificados Detalles                                 | Ghana Senegal Túnez Marruecos Camerún                                                                                                | Ganador de tercera ronda |
| Canadá / Estados Unidos / México 2026 9 o 10 clasificados Detalles | Bandera de ? · Bandera de ? · Bandera de ? · Bandera de ? · Bandera de ? · Bandera de ? · Bandera de ? · Bandera de ? · Bandera de ? | Ganador grupo A Ganador grupo B Ganador grupo C Ganador grupo D Ganador grupo E Ganador grupo F Ganador grupo G Ganador grupo H Ganador grupo I |

## Equipos clasificados
| País                            | Part. | Mundiales                                       |
| ------------------------------- | ----- | ----------------------------------------------- |
| Camerún                         | 8     | 1982, 1990, 1994, 1998, 2002, 2010, 2014, 2022. |
| Marruecos                       | 7     | 1970, 1986, 1994, 1998, 2018, 2022, 2030.       |
| Nigeria                         | 6     | 1994, 1998, 2002, 2010, 2014, 2018.             |
| Túnez                           | 6     | 1978, 1998, 2002, 2006, 2018, 2022.             |
| Argelia                         | 4     | 1982, 1986, 2010, 2014.                         |
| Ghana                           | 4     | 2006, 2010, 2014, 2022.                         |
| Sudáfrica                       | 3     | 1998, 2002, 2010.                               |
| Costa de Marfil                 | 3     | 2006, 2010, 2014.                               |
| Egipto                          | 3     | 1934, 1990, 2018.                               |
| Senegal                         | 3     | 2002, 2018, 2022.                               |
| República Democrática del Congo | 1     | 1974.                                           |
| Angola                          | 1     | 2006.                                           |
| Togo                            | 1     | 2006.                                           |

1. ↑  La FIFA considera que el equipo nacional de República Democrática del Congo sucede a la selección de  Zaire.

## Estadísticas

### Clasificación general
La siguiente tabla compara los registros generales de todos los equipos africanos que han participado en la clasificación. Los equipos se ordenan por puntos utilizando los tres puntos por victoria, luego por diferencia de goles y luego por goles marcados. Tenga en cuenta que este orden no representa ninguna clasificación oficial, y los torneos de clasificación no son competiciones directas entre todos los equipos.
Según la convención estadística en el fútbol, los partidos decididos en la prórroga se cuentan como victorias y derrotas, mientras que los partidos decididos por penales se cuentan como empates.
Actualizado en marzo de 2021.
| Equipo | Equipo                   | Part. | Pts | PJ  | PG | PE | PP | GF  | GC  | Dif |
| ------ | ------------------------ | ----- | --- | --- | -- | -- | -- | --- | --- | --- |
| 1      | Nigeria                  | 14    | 203 | 104 | 58 | 29 | 17 | 175 | 80  | +95 |
| 2      | Túnez                    | 14    | 199 | 104 | 57 | 28 | 19 | 180 | 84  | +96 |
| 3      | Marruecos                | 14    | 191 | 111 | 51 | 38 | 22 | 150 | 80  | +70 |
| 4      | Camerún                  | 13    | 175 | 87  | 51 | 22 | 14 | 144 | 66  | +78 |
| 5      | Egipto                   | 14    | 175 | 93  | 52 | 19 | 22 | 165 | 89  | +76 |
| 6      | Zambia                   | 13    | 155 | 96  | 45 | 20 | 31 | 145 | 88  | +57 |
| 7      | Costa de Marfil          | 11    | 148 | 78  | 41 | 25 | 12 | 144 | 67  | +77 |
| 8      | Argelia                  | 13    | 143 | 89  | 40 | 23 | 26 | 126 | 91  | +35 |
| 9      | Ghana                    | 13    | 142 | 83  | 40 | 22 | 21 | 132 | 66  | +66 |
| 10     | RD Congo                 | 10    | 125 | 76  | 36 | 17 | 23 | 128 | 84  | +44 |
| 11     | Guinea                   | 12    | 115 | 75  | 35 | 10 | 30 | 114 | 97  | +17 |
| 12     | Senegal                  | 12    | 100 | 63  | 26 | 22 | 15 | 90  | 56  | +34 |
| 13     | Angola                   | 10    | 100 | 63  | 26 | 22 | 15 | 82  | 58  | +24 |
| 14     | Sudáfrica                | 7     | 92  | 50  | 28 | 8  | 14 | 66  | 45  | +21 |
| 15     | Burkina Faso             | 8     | 88  | 60  | 26 | 10 | 24 | 87  | 78  | +9  |
| 16     | Kenia                    | 12    | 85  | 68  | 23 | 16 | 29 | 77  | 91  | -14 |
| 17     | Zimbabue                 | 11    | 82  | 63  | 22 | 16 | 25 | 65  | 77  | -12 |
| 18     | Togo                     | 11    | 81  | 65  | 22 | 15 | 28 | 71  | 87  | -16 |
| 19     | Libia                    | 10    | 76  | 56  | 21 | 13 | 22 | 63  | 62  | +1  |
| 20     | Congo                    | 9     | 76  | 62  | 21 | 13 | 28 | 70  | 83  | -13 |
| 21     | Gabón                    | 8     | 74  | 57  | 21 | 11 | 25 | 57  | 65  | -8  |
| 22     | Sudán                    | 13    | 66  | 66  | 16 | 18 | 32 | 59  | 102 | -43 |
| 23     | Malaui                   | 11    | 62  | 60  | 15 | 17 | 28 | 57  | 83  | -26 |
| 24     | Liberia                  | 10    | 60  | 60  | 16 | 12 | 32 | 42  | 86  | -44 |
| 25     | Uganda                   | 9     | 54  | 42  | 15 | 9  | 18 | 41  | 57  | -16 |
| 26     | Malí                     | 5     | 53  | 40  | 14 | 11 | 15 | 50  | 52  | -2  |
| 27     | Benín                    | 8     | 46  | 44  | 13 | 7  | 24 | 46  | 89  | -43 |
| 28     | Sierra Leona             | 11    | 45  | 47  | 12 | 9  | 26 | 41  | 72  | -31 |
| 29     | Madagascar               | 9     | 44  | 36  | 12 | 8  | 16 | 45  | 51  | -6  |
| 30     | Cabo Verde               | 5     | 42  | 34  | 13 | 3  | 18 | 34  | 46  | -12 |
| 31     | Etiopía                  | 12    | 42  | 43  | 10 | 12 | 21 | 48  | 66  | -18 |
| 32     | Namibia                  | 8     | 42  | 44  | 11 | 9  | 24 | 41  | 83  | -42 |
| 33     | Mozambique               | 9     | 38  | 36  | 10 | 8  | 18 | 33  | 50  | -17 |
| 34     | Botsuana                 | 7     | 36  | 36  | 10 | 6  | 20 | 33  | 53  | -20 |
| 35     | Ruanda                   | 7     | 33  | 38  | 8  | 9  | 21 | 39  | 54  | -15 |
| 36     | Tanzania                 | 10    | 33  | 35  | 7  | 12 | 16 | 37  | 52  | -15 |
| 37     | Níger                    | 7     | 32  | 30  | 9  | 5  | 16 | 27  | 48  | -21 |
| 38     | Burundi                  | 7     | 26  | 22  | 7  | 5  | 10 | 19  | 28  | -9  |
| 39     | Gambia                   | 9     | 24  | 26  | 6  | 6  | 14 | 21  | 39  | -18 |
| 40     | Chad                     | 6     | 20  | 18  | 6  | 2  | 10 | 16  | 26  | -10 |
| 41     | Guinea Ecuatorial        | 6     | 18  | 22  | 5  | 3  | 14 | 19  | 37  | -18 |
| 42     | Suazilandia              | 8     | 17  | 21  | 4  | 5  | 12 | 16  | 41  | -25 |
| 43     | Lesoto                   | 8     | 16  | 26  | 2  | 10 | 14 | 15  | 52  | -37 |
| 44     | Guinea-Bisáu             | 7     | 13  | 14  | 3  | 4  | 7  | 11  | 20  | -9  |
| 45     | Mauritania               | 6     | 9   | 16  | 2  | 3  | 11 | 13  | 31  | -18 |
| 46     | Yibuti                   | 5     | 8   | 15  | 2  | 2  | 11 | 8   | 57  | -49 |
| 47     | Santo Tomé y Príncipe    | 5     | 7   | 10  | 2  | 1  | 7  | 5   | 25  | -20 |
| 48     | Somalia                  | 7     | 6   | 13  | 1  | 3  | 9  | 3   | 29  | -26 |
| 49     | Mauricio                 | 8     | 6   | 20  | 1  | 3  | 16 | 14  | 52  | -38 |
| 50     | República Centroafricana | 3     | 4   | 10  | 1  | 1  | 8  | 8   | 21  | -13 |
| 51     | Comoras                  | 4     | 4   | 10  | 0  | 4  | 6  | 5   | 21  | -16 |
| 52     | Eritrea                  | 5     | 3   | 10  | 0  | 3  | 7  | 4   | 20  | -16 |
| 53     | Sudán del Sur            | 2     | 2   | 4   | 0  | 2  | 2  | 2   | 7   | -5  |
| 54     | Seychelles               | 6     | 2   | 16  | 0  | 2  | 14 | 6   | 46  | -40 |

### Goleadores por edición
| Edición                    | Jugador                                                | Goles |
| -------------------------- | ------------------------------------------------------ | ----- |
| México 1970                | Garba Okoye                                            | 4     |
| Alemania Federal 1974      | William Ouma Kembo Uba Kembo                           | 6     |
| Argentina 1978             | Mahmoud El Khatib                                      | 6     |
| España 1982                | Roger Milla                                            | 6     |
| México 1986                | Bassam Jeridi                                          | 5     |
| Itália 1990                | François Omam-Biyik                                    | 4     |
| Estados Unidos 1994        | Rashidi Yekini                                         | 8     |
| Francia 1998               | Paulão Mamadou Zongo Mike Okoth Origi Vitalis Takawira | 5     |
| Corea del Sur y Japón 2002 | Ibrahima Bakayoko                                      | 11    |
| Alemania 2006              | Emmanuel Adebayor                                      | 11    |
| Sudáfrica 2010             | Moumouni Dagano                                        | 12    |
| Brasil 2014                | Mohamed Aboutrika Mohamed Salah Asamoah Gyan           | 6     |
| Rusia 2018                 | Préjuce Nakoulma Mohamed Salah                         | 5     |
| Catar 2022                 | Islam Slimani                                          | 8     |

### Tabla histórica de goleadores
| #                                         | País                       | Jugador           | Goles | Partidos | Promedio | Torneo clasificatorio                  |
| ----------------------------------------- | -------------------------- | ----------------- | ----- | -------- | -------- | -------------------------------------- |
| 1                                         | Bandera de Costa de Marfil | Didier Drogba     | 18    | 19       | 0.95     | 2006 (9), 2010 (6), 2014 (3)           |
| =                                         | Bandera de Burkina Faso    | Moumouni Dagano   | 18    | 23       | 0.78     | 2002 (1), 2006 (5), 2010 (12)          |
| =                                         | Bandera de Argelia         | Islam Slimani     | 18    | 24       | 0.75     | 2014 (5), 2018 (4), 2022 (8), 2026 (1) |
| =                                         | Bandera de Camerún         | Samuel Eto'o      | 18    | 29       | 0.62     | 2002 (3), 2006 (4), 2010 (9), 2014 (2) |
| 5                                         | Bandera de Egipto          | Mohamed Salah     | 17    | 26       | 0.65     | 2014 (6), 2018 (5), 2022 (0), 2026 (6) |
| 6                                         | Bandera de Togo            | Emmanuel Adebayor | 16    | 23       | 0.70     | 2006 (11), 2010 (5)                    |
| 7                                         | Bandera de Kenia           | Dennis Oliech     | 15    | 24       | 0.63     | 2006 (6), 2010 (6), 2014 (3)           |
| 8                                         | Bandera de Senegal         | El Hadji Diouf    | 14    | 20       | 0.70     | 2002 (8), 2006 (4), 2010 (2)           |
| =                                         | Bandera de Egipto          | Mohamed Aboutrika | 14    | 24       | 0.58     | 2006 (3), 2010 (5), 2014 (6)           |
| 10                                        | Bandera de Egipto          | Amr Zaki          | 12    | 18       | 0.67     | 2006 (6), 2010 (4), 2014 (2)           |
| Última actualización: 25 de marzo de 2025 |                            |                   |       |          |          |                                        |